# St. Dionysius (Jockgrim)
Die denkmalgeschützte, römisch-katholische Filialkirche St. Dionysius steht an der Ludwigstraße der Ortsgemeinde Jockgrim im Kreis Germersheim (Rheinland-Pfalz). Sie gehört als Teil der Gemeinde St. Georg Jockgrim zu der 
Pfarrei Rheinzabern und damit zum Dekanat Germersheim im Bistum Speyer.

## Beschreibung

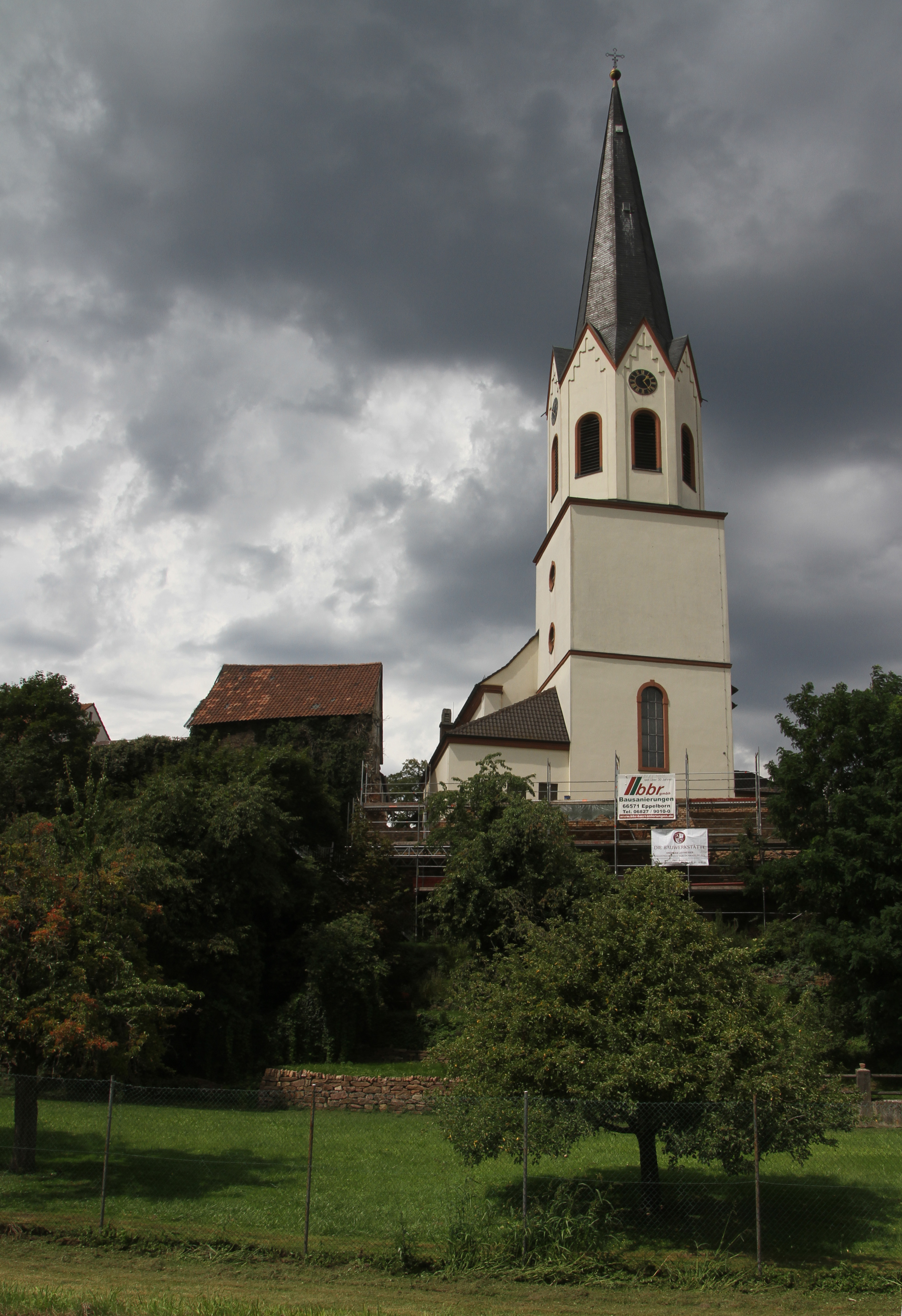
Blick auf den Kirchturm

Bei dem Kirchenbau handelt es sich um eine fünfachsige Saalkirche. Das polygonale Obergeschoss des Chorturms stammt aus dem Jahr 1874. Auf dem Kirchhof befindet sich ein Bildstock mit dem heiligen Franz Xaver, das mit dem Jahr 1786 bezeichnet ist.

## Geschichte
Im Jahr 1439 ist das „Pfarrgefälle“ für Jockgrim neu geregelt worden, sodass die Kirchengemeinde St. Dionysius Jockgrim neu gegründet und der Neubau einer Pfarrkirche für diese genehmigt wurde. Sie sollte das Schweinheimer Kirchel als Hauptkirche ablösen und auch als Ersatz für die 1390 mit dem Schloss gebaute „Schlosskirche“ dienen. Da die Bevölkerung Jockgrims durch den Dreißigjährigen Krieg und die Pest auf nur etwa ein Dutzend Menschen dezimiert wurde, konnte die notwendige Renovierung der Schlosskirche nicht durchgeführt werden. Nach Abschluss der jahrelangen Verhandlungen mit dem Domkapitel konnte im Jahr 1772 mit dem Neubau begonnen werden. Die Konsekration erfolgte am 10. August 1788. 1896–97 wurde der Kirchenbau restauriert, wobei auch ein äußerer Aufstieg zum Kirchturm gebaut wurde. Im Rahmen des Zweiten Weltkriegs wurde der Saalbau am 5. November 1944 durch Bombeneinschläge bis auf die Außenmauern zerstört. Er wurde anschließend wiederaufgebaut und die Kirche am 12. Juli 1951 erneut geweiht.
Die St.-Dionysius-Kirche verlor ihre Eigenschaft als Hauptkirche Jockgrims durch den Neubau der St.-Georgs-Kirche. Dieser war notwendig geworden, da der Platz der ehemaligen Pfarrkirche infolge der stark angestiegenen Bevölkerung Jockgrims nach dem Ende des Zweiten Weltkriegs nicht mehr ausreichte.

## Ausstattung

### Orgeln

#### Heutige Orgel
Die heutige Orgel wurde 1935 in das  Gehäuse der ursprünglichen Stieffell-Orgel von Link Orgelbau eingebaut. Im Jahr 1938 erfolgte durch eine Erweiterung um neun Register durch ebendiese die Fertigstellung der Orgel. In 1952 wurde die Disposition bei einer umfangreichen Restaurierung durch Link Orgelbau erneut angepasst. Die Orgel umfasst heute 18 Register auf zwei Manualen und Pedal. Sie hat heute folgende Disposition:
| I Hauptwerk C–g3 |       |
| Prinzipal        | 8′    |
| Violflöte        | 8′    |
| Gedackt          | 8′    |
| Oktav            | 4′    |
| Rohrpommer       | 4′    |
| Schwiegel        | 2′    |
| Mixtur V         | 1 ⁄3′ |

| II Schwellwerk C–g3 |       |
| Barem               | 8′    |
| Salizional          | 8′    |
| Prästant            | 4′    |
| Blockflöte          | 4′    |
| Oktävlein           | 2′    |
| Sesquialtera II     | 2 ⁄3′ |
| Scharff III         | 1′    |

| Pedal C–f1           |     |
| Subbass              | 16′ |
| Lieblich Gedacktbass | 16′ |
| Prinzipalbass        | 08′ |
| Choralbass           | 04′ |

Die Spiel- und Registertraktur sind pneumatisch. Bei der Windlade handelt es sich um eine Kegellade.
- Spielhilfen: Frei Kombination, Crescendowalze, Automatisches Pianopedal

#### Orgel 1845–1935
Die vorherige Orgel war 1845 von Eberhard Walcker ebenfalls unter Verwendung des ursprünglichen Stieffell-Gehäuses gebaut worden. Auch hatte er einige Register dieser Orgel übernommen. Sie hatte 15 Register auf einem Manual und Pedal sowie die folgende Disposition:
| Manual C–f3    |       |
| Prinzipal      | 8′    |
| Bourdon        | 8′    |
| Salicional     | 8′    |
| Traversflöte   | 8′    |
| Viola di Gamba | 8′    |
| Oktave         | 4′    |
| Flöte          | 4′    |
| Quinte         | 2 ⁄3′ |
| Oktave         | 2′    |
| Mixtur III     | 2′    |
| Trompete       | 8′    |

| Pedal C–d1 |     |
| Subbass    | 16′ |
| Violinbass | 16′ |
| Oktavbass  | 08′ |
| Posaune    | 08′ |

Sie verfügte über eine Pedalkoppel.

#### Orgel 1779–1845
1779 baute Ferdinand Stieffell eine Orgel in barockem Stil, dessen Gehäuse für die folgenden Orgeln wiederverwendet wurde. Sie verfügte über 16 Register.

### Glocken
Die St.-Dionysius-Kirche verfügt über folgende Kirchenglocken: 
| Nr. | Name               | Ton  | Masse    |
| --- | ------------------ | ---- | -------- |
| 1   | Christkönig        | es1  | 1.200 kg |
| 2   | Maria              | ges1 | 710 kg   |
| 3   | Heiliger Joseph    | as1  | 503 kg   |
| 4   | Heiliger Dionysius | b1   | 355 kg   |